# レゲエパンチ
レゲエパンチ（Reggae Punch）は、宮城県仙台市のご当地カクテル。ピーチリキュールの烏龍茶割り。「仙台レゲエパンチ」と称されることもあれば、レゲパンの俗称もある。

## 概要
甘いピーチリキュール（デ・カイパーのピーチツリーなど）を烏龍茶で割ったカクテルである。ピーチの甘みと烏龍茶の渋味によって飲みやすいことから、居酒屋では定番の酒として知られる。
1990年代に、宮城県仙台市国分町のバーで酒に弱い女性向けに作られたのが発祥とされる（1989年頃とも）。2006年7月8日付の日本経済新聞に拠れば、1990年代初頭、仙台市国分町のショットバー「サウサリートカフェ」で常連客の女性から「一見強いお酒のようだけれども、飲みやすいカクテル」がリクエストされ、バーテンダーの黒澤亮一が創作したものである。当時、サウサリートカフェでバイトをしていたと語る笹羅崇裕は1990年としている。
1990年代のクラブブーム（ディスコ#1990年代参照）に合わせて、踊ってのどが渇いたところで飲むカクテルとして若者の間で爆発的に流行した。
ピーチリキュールのアルコール度数は製品によって15度から25度であり、レゲエパンチのアルコール度数は約5度となるが、烏龍茶の分量比率によって出来上がりのアルコール度数は上下する。

## 名称
発案した女性が音楽のレゲエ好きだったことから命名されたとされる。また、件の女性はアフロヘアだったとも。
また、地域や提供する店舗によっては以下の名称で呼ばれることもある。
- ピーチウーロン[1]（日本全国[8][9]）
- クーニャン[1]（中国語で「少女」の意、北海道[8][9]）
- 上海ピーチ[1]（関西一部地域[8]）
- ペシェウーロン[1]（鹿児島県[9]）
- ピンクドラゴン[1]

宮城県内の居酒屋やバーでは「レゲパン」の略称も通じるが、日本全国的にみると「ピーチウーロン」の呼称のほうがメジャーな名称である。
「ペシェウーロン」の「ペシェ」はフランス語で桃の意でもあるが、サントリーが発売しているピーチリキュールの「クレーム・ド・ペシェ」が有名なため。
このように各地で異なる呼び名が定着しているのは、本カクテルが短期間で急速に広まったことが理由だと考えられている。

## 作り方・特徴
ピーチリキュール:烏龍茶は、1:3が推奨されるが、好みによる。
作り方は、ビルドというグラスに直接、氷や酒類などの材料を注いで作る方法であるが、ピーチリキュールは少しとろみがあるため、氷を入れたグラスに先にピーチリキュールを注ぎ、マドラーでよく混ぜてから烏龍茶を注ぐと、ピーチリキュールと烏龍茶との馴染みが良くなる。

## 製品化
合同酒精から、瓶入り、缶入りの「レゲエパンチ」が発売されている。
- 2003年 - 瓶入りカクテル「レゲエパンチ」を宮城県内限定で販売[5]。
- 2004年 - レモン果汁を加えた瓶入りカクテル「レゲエパンチ」を日本全国で発売[5]。
- 2007年 - レモン果汁を加えない瓶入りカクテル「レゲエパンチ」を日本全国で発売[5]。
- 2017年 - 缶入りのカクテル「レゲエパンチ」を東北地区限定で発売[3]。
- 2020年 - 缶入りカクテル「レゲエパンチ ピーチウーロン味」を日本全国で発売[3]。